# 广开街道
广开街道，是中华人民共和国天津市南开区下辖的一个乡镇级行政单位。

## 行政区划
广开街道下辖以下地区：
桦林园社区、朝园里社区、颂禹里社区、康舜里社区、级升里社区、卫安西里社区、卫安中里社区、新丽里社区、瑞德里社区、凯兴天宝公寓社区、格调春天社区、宝龙湾社区和风荷天江社区。